# Givekredsen
Givekredsen var en opstillingskreds i Vejle Amtskreds, der bestod af Brædstrup Kommune, Egtved Kommune, Give Kommune og Nørre-Snede Kommune. 
Efter kommunal- og valgkredsreformen i 2007 blev kredsen delt. Området, der dækkede den tidligere Brædstrup Kommune blev en del af Horsenskredsen, mens området, der dækkede den tidligere Nørre-Snede Kommune blev en del af Ikastkredsen og den tidligere Give Kommune blev en del af Vejle Nordkredsen. Den tidligere Egtved Kommune blev valgkredsmæssigt delt i to, så den nordlige del af kommunen kom til Vejle Nordkredsen, og den sydlige til Vejle Sydkredsen, med undtagelse af det sydlige sogn Vester Nebel, som i forbindelse med kommunalreformen havde stemt sig til Kolding, hvorfor dette område nu er en del af Kolding Nordkredsen.
Det sidste valgresultat mens kredsen stadig eksisterede (2005):
Valgt til Folketinget i Givekredsen i 2005: Jens Vibjerg (V)
Opnåede ikke valg i 2005: Tobias Gräs (S), Johan Jensen (R), Ingrid Olsson (SF), Bent Hindrup Andersen (EL), Jan Køpke Christensen (K)
| Valg | Spire Denne valgsartikel er en spire som bør udbygges. Du er velkommen til at hjælpe Wikipedia ved at udvide den. |